# Coda (automerk)
Coda was een automerk uit Los Angeles dat in 2009 werd opgericht. Het automerk kwam in 2012 met een elektrische auto, de Coda Sedan. De Sedan was een tot EV omgebouwde Hafei Saiboa III, die in CKD-kits werd geïmporteerd uit China.
Coda vroeg in 2013 het faillissement aan, nadat er 117 auto's waren gemaakt. Het moederbedrijf van het automerk ging zich meer focussen op het maken van opslag voor elektriciteit.
Een aantal investeerders geleid door de Fortress Investment Group LLC wilde Coda Holdings Inc. voor USS 25 miljoen overnemen. Coda maakte uiteindelijk een doorstart onder de naam Coda Energy.